# Timo Jutila

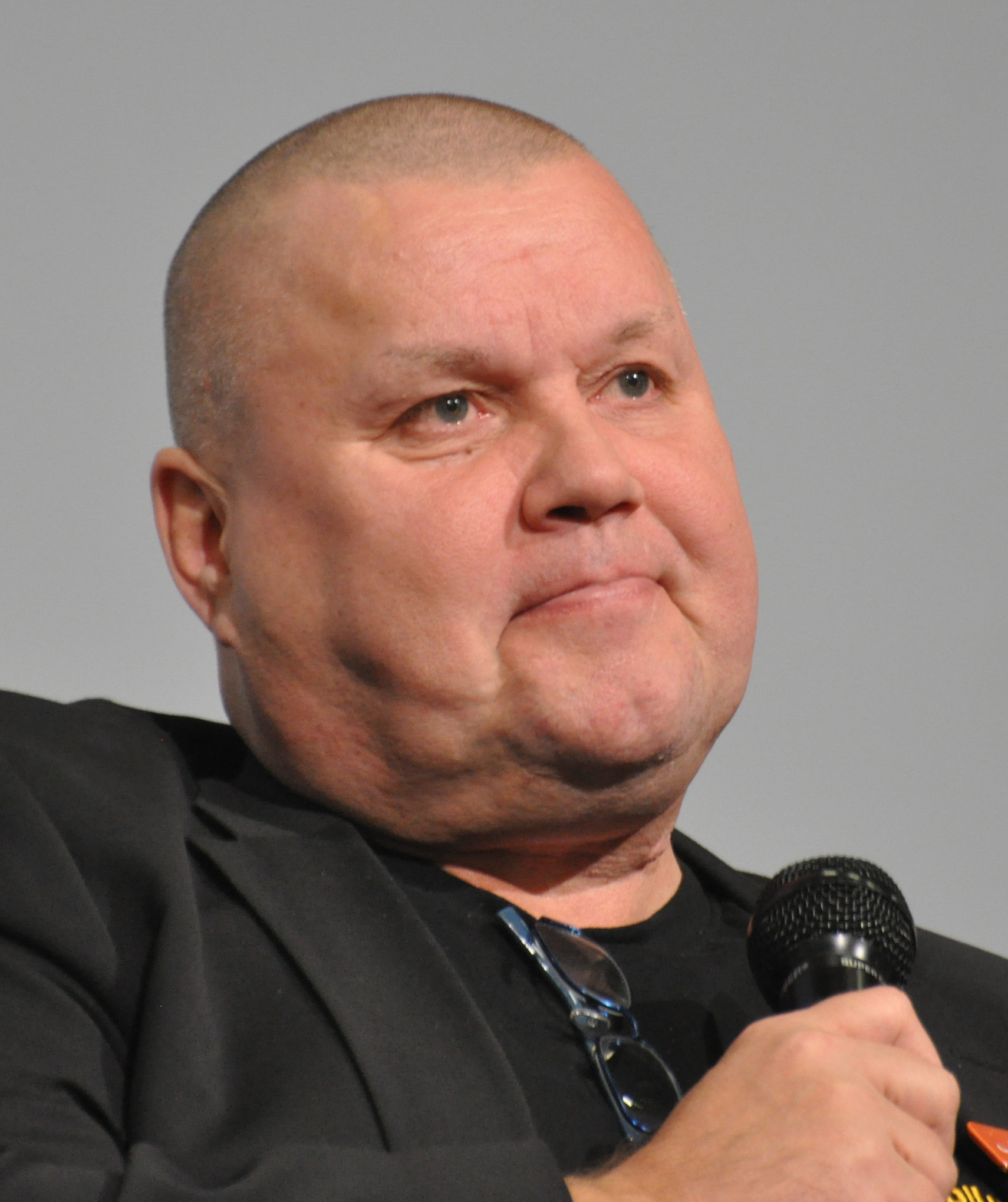
Timo Jutila.

Timo Juhani Jutila, född 24 december 1963 i Tammerfors, är en finländsk före detta ishockeyspelare.
Jutila blev olympisk bronsmedaljör i ishockey vid vinterspelen 1994 i Lillehammer.